# طعن جماعي
الطعن الجماعي (بالإنجليزية: Mass stabbing)‏ هو حادثة واحدة يتعرض فيها العديد من الضحايا للأذى أو القتل في جريمة باستخدام السكين. في مثل هذه الهجمات، يتم طعن الضحية بأدوات حادة، مما يؤدي إلى ثقب الجلد وإيذاء الضحية. قد تشمل أمثلة الأدوات الحادة المستخدمة في عمليات الطعن الجماعي سكاكين المطبخ، والسكاكين متعددة الاستخدامات [الإنجليزية]، وسكاكين الغمد [الإنجليزية]، والمقص، والكاتانا، والمطارق، والمفكات ومعاول الثلج، والحراب، والفؤوس، والمناجل، والقارورات الزجاجية. تشكل جرائم السكاكين تهديدات أمنية للعديد من البلدان حول العالم.
هناك العديد من العوامل المختلفة التي تسبب الطعن الجماعي. وقد يشمل ذلك التفاوت الاجتماعي، وتعاطي الكحول والمخدرات الأخرى، وسهولة الوصول إلى الأسلحة، والأعراف الاجتماعية والثقافية، والأسباب الدينية والسياسية، وغيرها.
تم اتخاذ العديد من الإجراءات لمعالجة جرائم الطعن الجماعي وجرائم السكاكين. وقد يشمل ذلك سنّ تشريعات جديدة وبرامج اجتماعية وتعليمية وتدخلات طبية وغيرها.

## التعريف
يمكن تعريف الطعن الجماعي من عدد من وجهات النظر المختلفة. يعرّف قاموس أكسفورد الإنجليزي الفعل "طعن" بأنه فعل يدفع سلاحًا مدببًا بقصد الأذى أو القتل. الطعن الجماعي هو حادث يتضمن استخدام أسلحة مدببة لجرح أو قتل عدة أشخاص.
يمكن النظر إلى عمليات الطعن الجماعية من خلال نطاق جريمة الطعن. استنادًا إلى منشور صادر عن برلمان المملكة المتحدة، فإن "الجريمة التي تعتمد على السكين" هي حادثة يتم فيها التهديد بالضرر أو التسبب فيه باستخدام الأسلحة البيضاء. تشير وسائل الإعلام أيضًا إلى "جريمة السكين" على أنها حادثة طعن أو حيازة شخص ما للسكاكين بشكل غير قانوني.
من الناحية القانونية، يمكن استخدام عبارة "القتل الجماعي" (mass killing) لتعريف عملية الطعن الجماعي. استنادًا إلى المادة 2 من قانون المساعدة في التحقيق في جرائم العنف لعام 2012 بالولايات المتحدة، والذي تم التوقيع عليه ليصبح قانونًا ونشره الكونغرس الأمريكي في 13 يناير 2013، فإن "القتل الجماعي" هو حادث قُتل فيه ثلاثة أشخاص أو أكثر.
ويمكن أيضًا النظر إلى عمليات الطعن الجماعية من منظور القتل الجماعي (mass murder). عرّف مكتب التحقيقات الفيدرالي (FBI) بالولايات المتحدة القتل الجماعي بأنه حادث يُقتل فيه أربعة أشخاص أو أكثر في حادثة واحدة بشكل مستمر دون أي فترة زمنية كبيرة بين كل جريمة قتل.

## الأسباب
يشير تقرير لمنظمة الصحة العالمية (WHO) إلى أن الإيذاء الماضي هو أحد عوامل الخطر المسببة للعنف. الأطفال والشباب الذين لديهم تجارب سلبية معرضون بشكل خاص لأن يكونوا مرتكبي أعمال عنف أو ضحايا لها.
يُعدُّ تعاطي الكحول أحد عوامل الخطر الأخرى التي تجعل الناس، وخاصة الشباب، يتورطون في أعمال العنف مثل جرائم السكاكين. وقد توصلت الأبحاث التي أجرتها منظمة الصحة العالمية إلى أن معدل حدوث العنف كان أعلى في البلدان التي تتمتع بسهولة أكبر في الحصول على الكحول. وبالمثل، فإن تعاطي المخدرات هو سبب آخر محتمل لجريمة السكاكين. تم ربط تجارة المخدرات بتزايد حالات جرائم السكاكين. ومن الأمثلة على المخدرات التي ترتبط بشكل خاص بأعمال العنف التبغ والكوكايين والأمفيتامين.
وذكرت منظمة الصحة العالمية أيضًا أن هناك علاقة قوية بين العنف وعدم المساواة الاجتماعية والحرمان. إذ كلما زادت الفروق في الدخل بين المجموعة ذات الدخل المرتفع والفئة ذات الدخل المنخفض، كلما زادت حالات القتل.
هناك عامل آخر ربما أدى إلى جرائم السكاكين والعنف بين الشباب وهو الأعراف الاجتماعية والثقافية في البيئة التي يتعرضون لها. وقد يرجع ذلك إلى تعرض الشباب لسلوك عنيف من أفراد الأسرة أو الأصدقاء أو غيرهم من أفراد المجتمع، مما يدفعهم إلى الاعتقاد بأن أعمال العنف طبيعية ومقبولة. ربما تكون هذه المجموعة من الأشخاص قد تعرضت لمحتويات مختلفة تحتوي على أشكال مختلفة من العنف في وسائل الإعلام والتي ربما أثرت على سلوك الشباب.
وقد يكون انتشار الجماعات المسلحة سببًا آخر لحوادث الطعن الجماعية. حيث تُشجع أتباعها على شن هجمات بالسكاكين لأنها وسيلة رخيصة وسهلة يصعب كشفها من قبل السلطات، ولكنها قادرة على إلحاق ضرر كبير بعامة الناس.
قد تكون الأسباب السياسية سببًا آخر لعمليات الطعن الجماعية. وقد أجرى علماء وباحثون دراسات مختلفة لدراسة العلاقة بين القمع السياسي والإرهاب. بشكل عام، هناك نقص في الإجماع حول العلاقة بين القمع والعنف. زعمت بعض الدراسات أن القمع السياسي قد يُحوّل الجماعات غير العنيفة إلى القيام بأعمال العنف. ومع ذلك، أظهرت دراسة أخرى أن هناك علاقة إيجابية بين القمع والعنف على المدى القصير، ولكن العلاقة تصبح سلبية على المدى الطويل.

## ردود الفعل على عمليات الطعن الجماعية

### الحكومة وإنفاذ القانون
أعلنت حكومة المملكة المتحدة في 31 يناير 2019 أنها ستقدم أوامر منع جرائم السكاكين من خلال تعديل على مشروع قانون الأسلحة الهجومية بالتزامن مع جهود الحكومة في معالجة جرائم السكاكين. ويمكن فرض الأمر الوقائي الجديد على أي شخص يبلغ من العمر 12 عامًا أو أكثر، حيث قد يتم فرض حظر التجول والقيود الجغرافية وقيود على وسائل التواصل الاجتماعي على أهداف الشرطة. يُحظر أيضًا على تُجّار التجزئة بيع السكاكين لأي شخص يبلغ من العمر 18 عامًا أو أقل. ويهدف القانون إلى الحد من جرائم السكاكين خاصة بين الشباب. يجوز تطبيق الملاحقة الجنائية أو الغرامات أو أحكام السجن على أي شخص ينتهك القانون.
كما أدى الضغط من الناس والتغييرات في القوانين إلى فرض عقوبات أكثر صرامة من قبل القضاء على جرائم السكاكين. فقد شهدت إنجلترا وويلز سجن 85% من مرتكبي جرائم السكاكين لمدة ثلاثة أشهر على الأقل. وكان متوسط عقوبة السجن لهؤلاء المجرمين ثمانية أشهر في عام 2018، بزيادة قدرها ثلاثة أشهر عن المتوسط قبل عقد من الزمن. وفي اسكتلندا، كانت هناك زيادة ثلاثة أضعاف في متوسط عقوبة حمل سكين في عام 2015 مقارنة بالبيانات منذ 10 سنوات.
كما قام أعضاء مجتمع إنفاذ القانون بالضغط على الحكومة للحصول على تمويل إضافي لمعالجة الجرائم. وأعلنت حكومة المملكة المتحدة أيضًا عن تمويل إضافي بقيمة 100 مليون جنيه إسترليني لقوات الأمن في إنجلترا وويلز للتصدي للجرائم، وتحديدًا جرائم السكاكين.
كما أدخلت دول مثل البرازيل وأستراليا قوانين لتقييد بيع الكحول في أوقات محددة من اليوم. وقد أظهرت الدراسات التي أُجريت في دياديما بالبرازيل أن جرائم القتل انخفضت بنسبة 44% في غضون ثلاث سنوات مع تطبيق قانون يُقيّد ساعات تداول المنتجات الكحولية.

### المدارس
اتخذت المدارس أيضًا إجراءات احترازية لمنع جرائم السكاكين في المجمعات المدرسية. يشير تقرير لمنظمة الصحة العالمية إلى أن خلق بيئة تعليمية آمنة في المدارس أمر بالغ الأهمية لمنع العنف وجرائم السكاكين بين الشباب.
وكان النهج المباشر الذي اتبعته بعض المدارس في الولايات المتحدة هو تركيب أنظمة للكشف عن الأسلحة في المدارس. وذلك لمنع إدخال أسلحة مثل البنادق والسكاكين إلى المدارس وتهديد سلامة المجتمع.
ومن المبادرات الأخرى التي اتخذتها بعض المدارس إدخال برامج الوقاية من التنمر في المدارس. ومن الأمثلة على هذه البرامج برنامج (Olweus)، الذي نشأ في النرويج ويتم تنفيذه حاليًا في أستراليا وليتوانيا وهولندا والمملكة المتحدة والولايات المتحدة. يعد برنامج (KiVa) في فنلندا برنامجًا ناجحًا لمكافحة التنمر في أوروبا.
كما تم تقديم برامج تعليمية تهدف إلى الحد من جرائم السكاكين. على سبيل المثال، يقوم مشروع (Be Safe) في المملكة المتحدة بتثقيف الطلاب حول الآثار القانونية والاجتماعية والصحية المترتبة على جرائم السكاكين.

### أخرى
في اسكتلندا، يتم التعامل مع جرائم السكاكين على أنها قضية تتعلق بالصحة العامة وتم إطلاق مبادرة ممولة من القطاع العام لمعالجة السبب الجذري لجرائم السكاكين. وتشارك في هذه المبادرة وكالات إنفاذ القانون مثل الشرطة والخدمات الاجتماعية وغيرها من المنظمات. على سبيل المثال، تعمل منظمة "لا سكاكين لحياة أفضل" (No Knives, Better Lives)، وهي منظمة تم إطلاقها في عام 2009، مع الشرطة الاسكتلندية والمدارس والمتطوعين لرفع مستوى الوعي بين الشباب حول منع جرائم السكاكين. تمت دعوة أعضاء العصابات أيضًا إلى اجتماع مع الشرطة والمهنيين الصحيين والضحايا والعاملين في الخدمة الاجتماعية حيث ناقشوا الآثار المترتبة على جرائم السكاكين والعنف. وقد عُرضت عليهم المساعدة في التوظيف والإسكان والتعليم لمساعدتهم على الابتعاد عن العنف وجرائم السكاكين.
تم إطلاق برنامج تدريب الوالدين على إدارة السلوك في العديد من البلدان حول العالم لتحسين مهارات الأبوة والأمومة. ذكرت منظمة الصحة العالمية أن التدخلات في مهارات الأبوة والأمومة يمكن أن تكون مفيدة للعلاقة بين الوالدين والأبناء وتمنع العنف بين الشباب. تتضمن أمثلة برامج الأبوة والأمومة (Nurse-Family Partnership) و(Triple P) و(The Incredible Years).

## أمثلة على حالات الطعن الجماعي

### هجوم كونمينغ 2014

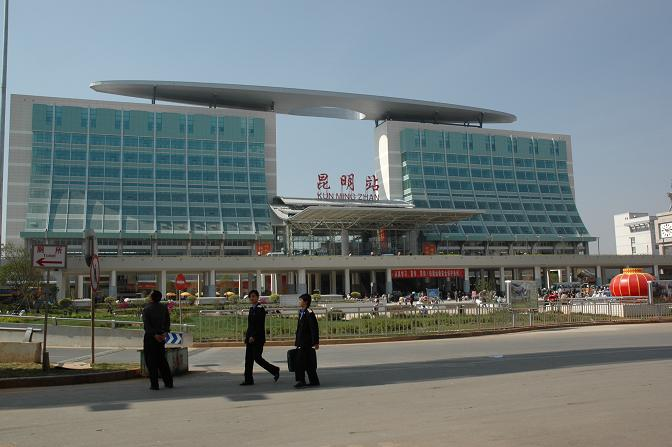
منظر لمحطة سكة حديد كونمينغ في يونان، الصين، في نوفمبر 2008

في الأول من مارس عام 2014، هاجمت مجموعة مكونة من ثمانية مهاجمين من الذكور والإناث يحملون السكاكين محطة للسكك الحديدية في كونمينغ، عاصمة مقاطعة يونان، في جنوب غرب الصين. قُتل 31 شخصًا وأصيب 141 آخرون. وقالت السلطات ووكالة الأنباء الصينية الرسمية (وكالة أنباء شينخوا) إن الهجوم بالسكين كان "عملاً إرهابياً" نفذه "انفصاليون" من الأويغور من شينجيانغ، وهي مقاطعة تقع في أقصى غرب الصين. يُعرف الحادث الآن باسم "3-01" في الصين. وقد أطلق عليها أيضًا اسم "11 سبتمبر في الصين" من قبل غلوبال تايمز، وهي وسيلة إعلام تديرها الدولة في الصين. وعززت السلطات الإجراءات الأمنية في منطقة شينجيانغ عقب الهجوم.

### هجوم ساغاميهارا بالسكين 2016
في الساعة 2:20 صباحًا يوم 26 يوليو 2016، شن رجل هجومًا بسكين على مركز للأشخاص ذوي الإعاقة في ساغاميهارا، وهي بلدة تقع غرب طوكيو، اليابان. قُتل 19 من سكان مركز الرعاية وأصيب 26 آخرون. المشتبه به، الموظف السابق "ساتوشي يوماتسو"، سلّم نفسه في مركز الشرطة بالقرب من موقع الهجوم بعد فترة وجيزة. قام بتسليم رسالة مكتوبة بخط اليد إلى سياسي ياباني هدد فيها بقتل 470 شخصًا من ذوي الإعاقة الشديدة. كما دعا إلى سن تشريع يسمح بالقتل الرحيم للأشخاص ذوي الإعاقة بموافقة أفراد أسرهم. تم نقله إلى المستشفى ولكن تم إطلاق سراحه بعد أسبوعين. بتهمة القتل، حُكم على يوماتسو في النهاية بالإعدام. وكان الهجوم أسوأ حالة قتل جماعي في اليابان منذ عقود.

### هجوم جسر لندن 2017

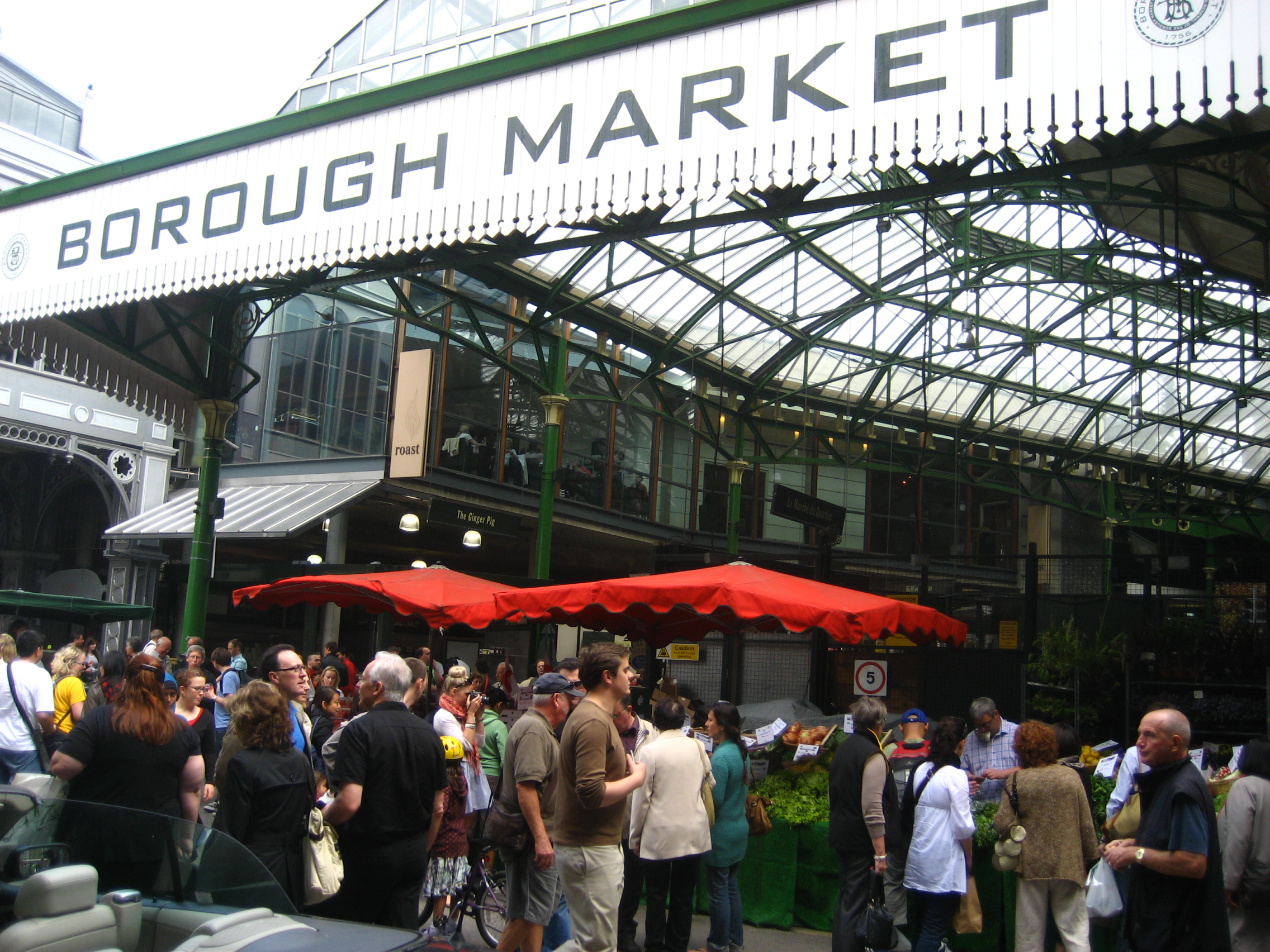
الدخول إلى سوق بورو في لندن يونيو 2010

في 3 يونيو 2017، وقع حادث دهس وطعن إرهابي بسيارة في لندن، إنجلترا، المملكة المتحدة. قامت ءشاحنة بدهس المشاة عمدا على جسر لندن، ثم تحطمت في شارع بورو هاي، جنوب نهر التمز مباشرة. توجه بعد ذلك ركاب الشاحنة الثلاثة إلى منطقة بورو ماركت القريبة وبدأوا في طعن الناس داخل وحول المطاعم والحانات. قُتلوا بالرصاص على يد شرطة العاصمة وضباط شرطة مدينة لندن المعتمدين للأسلحة النارية. قُتل ثمانية أشخاص وأصيب 48 آخرون، من بينهم أفراد من الجمهور وأربعة من ضباط الشرطة العُزّل الذين حاولوا إيقاف المهاجمين.

### حوادث الطعن في ساسكاتشوان 2022
في 4 سبتمبر 2022، تعرض 29 شخصًا للطعن، قُتل 11 منهم، في ثلاثة عشر موقعًا على الأقل في جيمس سميث كري نيشن وويلدون، ساسكاتشوان، كندا. وتم تمديد التنبيهات المتعلقة بالحوادث إلى مانيتوبا وألبرتا. ويعتقد أن بعض الضحايا قد تم استهدافهم، بينما تعرض آخرون لهجوم عشوائي. في 7 سبتمبر 2022، تم العثور على المشتبه به، الذي يُدعى "مايلز ساندرسون"، وتم اعتقاله بالقرب من روستيرن. بعد وقت قصير من احتجازه، توفي ساندرسون بسبب جرعة زائدة من الكوكايين.

### طعنات جامعة إيداهو 2022
في الساعات الأولى من يوم 13 نوفمبر 2022، تعرض أربعة طلاب من جامعة إيداهو للطعن حتى الموت في مقر إقامتهم خارج الحرم الجامعي في موسكو، أيداهو. في 30 ديسمبر، تم القبض على المشتبه به، وهو "بريان كريستوفر كوهبيرغر"، البالغ من العمر 28 عامًا، في مقاطعة مونرو، بنسلفانيا، وتوجهت له أربع تهم تتعلق بالقتل من الدرجة الأولى وجناية السطو.